# Érkörtvélyes
Érkörtvélyes (románul Curtuișeni) falu Romániában, Bihar megyében, Érkörtvélyes község központja. Érmihályfalvától mintegy 7 km-re fekszik.

## Története
Az Égetőhegy nevű dűlő környékén talált kő- és bronzkori (i. e. 2000-800) régészeti leletekből látszik, hogy a község már a kőkorszakban is lakott terület volt. A leletek alapján kelták temetkeztek ide, és hunok korabeli leletek is napvilágra kerültek.
Legelőször 1342-ből van adatunk a községről, amiből arra következtethetünk, hogy tatárjárás utáni település. 1396-ban Kurthules vagy Kertveles (w) alakban van említve a község, és hol Szabolcshoz, hol pedig Biharhoz számítják. Egy ideig Nyírkörtvélyesnek is nevezik. A román uralom előtt 1928-ig Szatmár vármegyéhez tartozik, attól kezdve Szilágy vármegyéhez csatolták. Az 1940-es bécsi döntés után Bihar vármegyéhez tartozott.

## Lakossága
Ez a település végig lakott maradt, 1910-ben 2231 magyar lakosa volt. A 2002-es népszámlálás szerint 3793 lakosból 2227 magyar, 958 román, 608 roma.

## Közlekedés
A települést érinti a Nagyvárad–Székelyhíd–Érmihályfalva–Nagykároly–Szatmárnémeti–Halmi–Királyháza-vasútvonal

## Híres emberek
- Itt született 1949-ben Kovács Béla matematikus, egyetemi tanár, a nagyváradi Partiumi Keresztény Egyetem alapító rektora.